# معاف (تشهار فريضة)
معاف (بالفارسية: معاف) هي قرية تقع في إيران في البلدة المركزية. يقدر عدد سكانها بـ 219 نسمة .